# 〆切橋

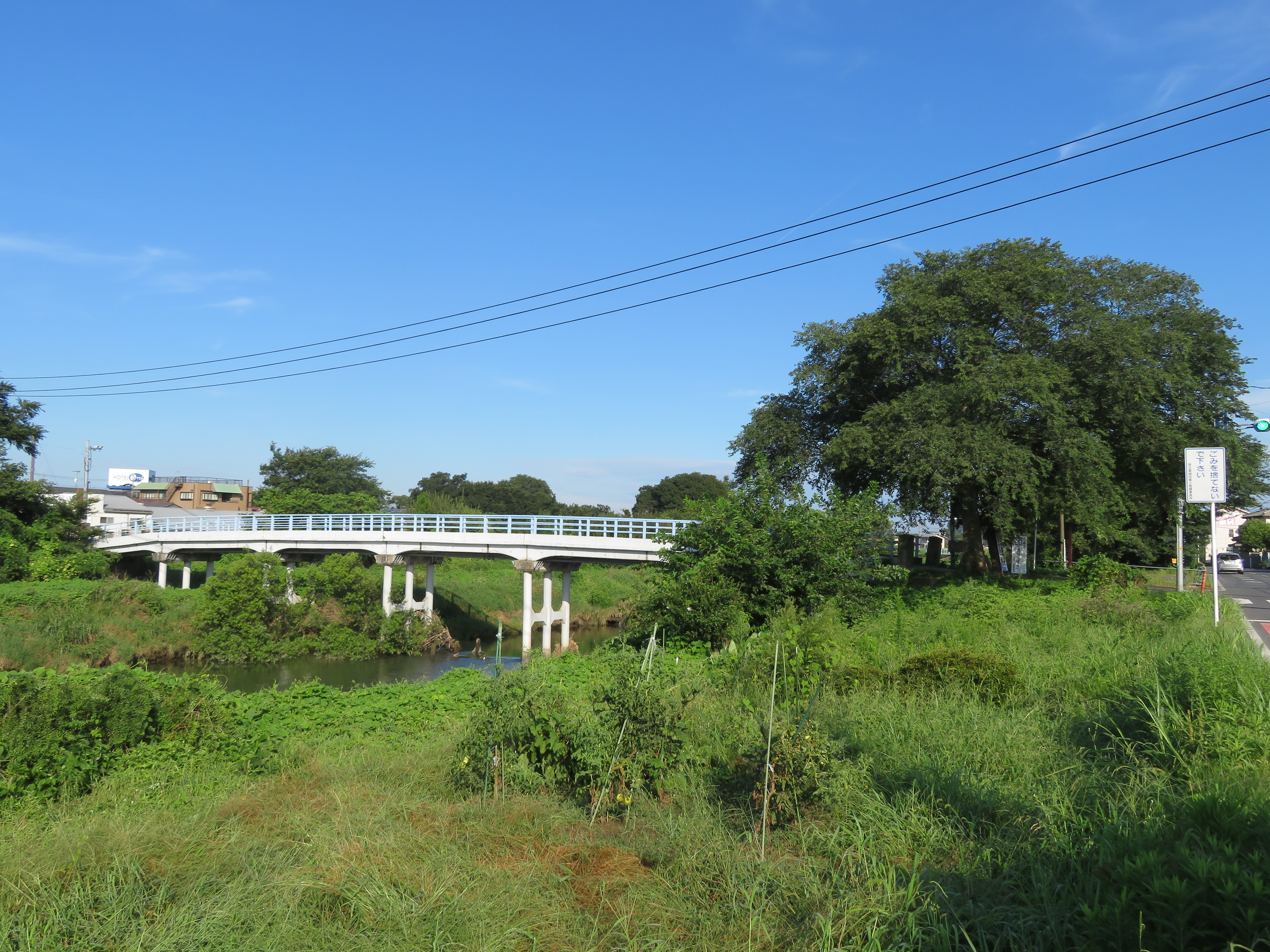
〆切橋（2020年8月）

〆切橋（しめきりばし）は、埼玉県越谷市南荻島の元荒川に架かる越谷市道60831号の人道橋（歩道橋）である。

## 概要
越谷市においては最も歴史の古い橋である。江戸時代（宝永年間）には橋が架けられ、明治時代には長さ約29メートル、幅員約3メートルの土橋が架かっていた。また、1924年（大正13年）には先代の橋が架けられ、竣工式も挙行されていた。現在の橋は1937年（昭和12年）竣工のRC橋で、市内の元荒川に現存する橋の中でも古い部類。橋長54.6メートル、幅員4.15メートル。
老朽化に伴い、大砂橋開通後の2005年（平成17年）度以降は橋の両詰めに車止めが設置され、人道橋として歩行者のみの通行が許されている。
元荒川はかつて〆切橋の上流で大きく北に蛇行するルートで流れていたが、屈曲していることにより大きな水害を発生させていた。そのことから1706年（宝永3年）に伊奈氏の治水事業により現在の流路に変更し、古い流路を締め切ったことから、荻島村の南部は「〆切の地」と呼ばれるようになった。そして橋が架橋されると「〆切橋」と呼ばれるようになったことが由来となっている。
また、かつて河岸場として1711年（宝永8年）より設けられた「〆切河岸」があった。
老朽化により、2021年（令和3年）5月1日午前10時から通行禁止となった。交通量が多く危険であるが、400メートル下流側に架かる国道4号バイパスの元荒川橋か、600メートル上流側に架かる大砂橋へ迂回を要請してたが、歩行者の負担が増していた。付近は河川改修が計画されており、橋の架け替え、もしくは廃止時期については未定であったが、その後橋を補修することが決定し、2023年（令和5年）度より補修工事が行なわれていた。施工は鈴木組（越谷市赤山町）が担当することとなった。同年7月12日午前10時に補修工事が完了し、通行止めは解除された。復旧後も復旧前と同様、人道橋として供されており、バイク等は引き続き迂回を要請している。
市内に架かる元荒川の人道橋として文教大学前に架かる出津橋などがある。
なお、直線で西へ約6.8 ㎞離れた場所を流れる見沼代用水東縁と埼玉県道214号新方須賀さいたま線の交差地点には、同音異字の締切橋が架かっている。こちらも江戸期に同地点で新田開発のため見沼を締め切った過去があった（加田屋を参照）。

## 周辺
橋の北側は住宅地、南側は農地と工業地が混在している。
- 埼玉県道325号大野島越谷線
- 越谷市大袋地区センター
- 越谷市立大袋小学校
- ぶどうぞの幼稚園
- 荻島中央公園 - 越谷市立荻島保育所跡地
- 南荻島公園
- 砂原久伊豆神社
- 諏訪神社

## 隣の橋
- 元荒川

大砂橋 - 〆切橋 - 元荒川橋